# Quem pastores laudavere
Quem pastores laudavere ist ein lateinisches, kirchliches Weihnachtslied, das seit Mitte des 15. Jahrhunderts überliefert ist.

## Geschichte
Die ältesten bekannten Aufzeichnungen des Liedes finden sich um 1460 im Hohenfurter Liederbuch des Klosters Hohenfurt in Böhmen, wo sich auch die Melodie erstmals findet, 1541 in Prag und 1555 in Valentin Trillers in Breslau erschienenem Schlesisch Singebüchlein; dort auch die rezipierte Melodiefassung.
Es fand Eingang in zahlreiche Gesangbücher ab dem 16. Jahrhundert und erfuhr viele Bearbeitungen, u. a. 1567 von Johann Leisentritt, 1607 von Michael Praetorius und 1627 von Johann Hermann Schein. Als Missale wurde es 1589 von Matthäus Ludecus in Wittenberg niedergeschrieben.
Besondere Verbreitung fand das Lied auch als Teil des sogenannten Quempas, eines Wechselgesangs, der ferner aus den Liedern Nunc angelorum gloria („Heut’ sein die lieben engelein“) und Magnum nomen Domini („Gottes Sohn ist Mensch geborn“) besteht. Von den ersten beiden Silben des Liedes leitet sich auch der Begriff Quempas als Synonym für den vor allem in Deutschland und Böhmen beliebten, mittelalterlichen weihnachtlichen Wechselgesang ab. Diese auf Michael Praetorius zurückgehende Zusammenstellung ist bis heute Bestandteil des Evangelischen Gesangbuchs (Nr. 29). 
Die deutsche Übersetzung Den die Hirten lobeten sehre stammt von Matthäus Ludecus. Auf die Melodie dichtete Paul Gerhardt 1667 das Weihnachtslied Kommt und lasst uns Christum ehren. Im katholischen Gotteslob ist es mit dem 1971 von Markus Jenny gedichteten Text Hört, es singt und klingt mit Schalle vertreten (GL 240).
Eine Neuvertonung des Textes im Wechsel von lateinischer und deutscher Fassung für gemischten Doppelchor schuf Carl Loewe 1859.

## Text lateinisch und deutsch
| Fassung bei Matthäus Ludecus: Missale, Wittenberg 1589 | Übersetzung |
| --- | --- |
| Quem pastores laudavere Quibus angeli dixere Absit vobis iam timere, Natus est rex gloriae. Ad quem reges ambulabant, Aurum, Thus, Myrrham portabant, Immolabant haec sincere, Leoni victoriae. Christo regi Deo nato Per Mariam nobis dato Merito resonat vere, Dulci cum melodia. Exultemus cum Maria, In coelesti Hierarchia. Natum promat voce pia, Laus, honor et gloria. | Den die Hirten lobten, zu denen die Engel sprachen: „Fürchtet euch nicht“, er, der König der Herrlichkeit, ist geboren. Zu ihm pilgerten Könige, brachten Gold, Weihrauch und Myrrhe, opferten es lauteren Sinnes dem Löwen des Sieges. Christus, dem König, dem geborenen Gott, durch Maria uns gegeben, erschallt es wahrhaftig zu Recht mit lieblicher Musik. Lasst uns jubeln mit Maria in der himmlischen Hierarchie. Den Sohn erhebe mit frommem Klang Lob, Ehre und Herrlichkeit. |